# Byron Talbot
Byron Talbot (* 15. September 1964 in Johannesburg) ist ein ehemaliger südafrikanischer Tennisspieler, der hauptsächlich im Doppel erfolgreich war.

## Leben
Talbot wurde 1988 Tennisprofi und erreichte im selben Jahr beim Challenger-Turnier von Johannesburg das Finale. Im Jahr darauf stand er mit Brad Pearce im Doppelfinale des ATP-Turniers von Schenectady. 1992 konnte er, erneut mit Pearce, seinen ersten Doppeltitel auf der ATP Tour erringen. Im Laufe seiner Karriere gewann er sieben ATP-Doppeltitel, sechs weitere Male stand er in einem Doppelfinale. Seine höchste Notierung in der Tennisweltrangliste erreichte er 1989 mit Position 229 im Einzel sowie 1996 mit Position 20 im Doppel.
Er konnte sich im Einzel einmal für das Hauptfeld eines Grand-Slam-Turniers qualifizieren, schied jedoch in der ersten Runde der Australian Open 1989 aus. In der Doppelkonkurrenz erreichte er 1993 mit Rikard Bergh das Halbfinale von Wimbledon, sie unterlagen den späteren Turniersiegern Grant Connell und Patrick Galbraith in drei Sätzen.
1999 beendete er seine Karriere, trat danach aber noch vereinzelt bei kleinen Turnieren an.

## Erfolge
| Legende                           |
| Grand Slam                        |
| Tennis Masters Cup                |
| ATP Masters Series                |
| ATP International Series Gold (2) |
| ATP International Series (5)      |
| ATP Challenger Series (7)         |

| ATP-Titel nach Belag |
| Hartplatz (1)        |
| Sand (4)             |
| Rasen (1)            |
| Teppich (1)          |

### Doppel

#### Turniersiege

##### ATP Tour
| Nr. | Datum            | Turnier       | Belag     | Partner           | Finalgegner                    | Ergebnis      |
| --- | ---------------- | ------------- | --------- | ----------------- | ------------------------------ | ------------- |
| 1.  | 19. Juli 1992    | Stuttgart (1) | Sand      | Glenn Layendecker | Javier Sánchez Marc Rosset     | 4:6, 6:3, 6:4 |
| 2.  | 11. Oktober 1992 | Toulouse      | Hartplatz | Brad Pearce       | Guy Forget Henri Leconte       | 6:1, 3:6, 6:3 |
| 3.  | 6. August 1995   | Prag          | Sand      | Libor Pimek       | Jiří Novák David Rikl          | 7:5, 1:6, 7:6 |
| 4   | 17. März 1996    | Kopenhagen    | Teppich   | Libor Pimek       | Wayne Arthurs Andrew Kratzmann | 7:6, 3:6, 6:3 |
| 5.  | 21. Juli 1996    | Stuttgart (2) | Sand      | Libor Pimek       | Tomás Carbonell Francisco Roig | 6:2, 5:7, 6:4 |
| 6.  | 28. Juli 1996    | Kitzbühel     | Sand      | Libor Pimek       | David Adams Menno Oosting      | 7:65, 6:3     |
| 7.  | 21. Juni 1998    | Nottingham    | Rasen     | Justin Gimelstob  | Sébastien Lareau Daniel Nestor | 7:5, 6:7, 6:4 |

##### Challenger Tour
| Nr. | Datum              | Turnier   | Belag     | Partner               | Finalgegner                       | Ergebnis      |
| --- | ------------------ | --------- | --------- | --------------------- | --------------------------------- | ------------- |
| 1.  | 6. August 1989     | Durban    | Hartplatz | Royce Deppe           | Earl Zinn Brent Haygarth          | 6:2, 6:4      |
| 2.  | 16. Juni 1991      | Köln      | Sand      | Brent Haygarth        | Magnus Gustafsson Alexander Mronz | 7:5, 6:4      |
| 3.  | 22. September 1991 | Madeira   | Hartplatz | John-Laffnie de Jager | Byron Black T. J. Middleton       | 2:6, 7:6, 6:4 |
| 4.  | 13. Oktober 1991   | Cherbourg | Hartplatz | Sander Groen          | Michael Daniel Brian Devening     | 3:6, 6:3, 7:5 |
| 5.  | 3. November 1991   | Aachen    | Teppich   | Mark Keil             | Jan Gunnarsson Magnus Larsson     | 6:3, 3:6, 6:3 |
| 6.  | 15. November 1998  | Las Vegas | Hartplatz | Marcos Ondruska       | David Di Lucia Michael Sell       | 7:6, 6:3      |
| 7.  | 4. Juli 1999       | Ulm       | Sand      | Andrew Painter        | Dirk Dier Michael Kohlmann        | 6:3, 6:4      |

#### Finalteilnahmen
| Nr. | Datum          | Turnier     | Belag       | Partner       | Finalgegner                      | Ergebnis      |
| --- | -------------- | ----------- | ----------- | ------------- | -------------------------------- | ------------- |
| 1.  | 23. Juli 1989  | Schenectady | Hartplatz   | Brad Pearce   | Scott Davis Broderick Dyke       | 6:2, 4:6, 4:6 |
| 2.  | 19. April 1992 | Hongkong    | Hartplatz   | Byron Black   | Brad Gilbert Jim Grabb           | 2:6, 1:6      |
| 3.  | 9. Januar 1994 | Doha        | Hartplatz   | Shelby Cannon | Olivier Delaître Stéphane Simian | 3:6, 3:6      |
| 4.  | 25. Juni 1995  | St. Pölten  | Sand        | Libor Pimek   | Bill Behrens Matt Lucena         | 5:7, 4:6      |
| 5.  | 19. Mai 1996   | Rom         | Sand        | Libor Pimek   | Byron Black Grant Connell        | 2:6, 3:6      |
| 6.  | 9. März 1997   | Rotterdam   | Teppich (i) | Libor Pimek   | Jacco Eltingh Paul Haarhuis      | 6:7, 4:6      |